# 1930-е

## Догађаји и трендови
- Долазак Хитлера на власт у Немачкој.
- Велика криза
- Марсељски атентат
- Шпански грађански рат (1936—1939)
- Италијанска инвазија Етиопије.
- Почетак Другог светског рата.
- Одржано прво светско првенство у фудбалу у Монтевидеу.